# Wahlkreis Ross, Skye and Inverness West (Schottisches Parlament)
| Ross, Skye and Inverness West                         |
| ----------------------------------------------------- |
| Ross, Skye and Inverness West · Highlands and Islands |
| Gebildet                                              |
| 1999                                                  |
| Abgeschafft                                           |
| 2011                                                  |
| Regionen                                              |
| Highland                                              |

Inverness East, Nairn and Lochaber war ein Wahlkreis für das Schottische Parlament. Er wurde 1999 als einer von acht Wahlkreisen der Wahlregion Highlands and Islands eingeführt, die im Zuge der Revision der Wahlkreise im Jahre 2011 neu zugeschnitten wurde. Hierbei wurde der Wahlkreis Ross, Skye and Inverness West aufgelöst. Er umfasste dünnbesiedelte, zentrale Gebiete der Council Area Highland bestehend aus Gebieten der traditionellen Grafschaften Inverness-shire und Ross-shire mit den Städten Dingwall, Alness und Muir of Ord sowie der Insel Skye. Inverness selbst war hingegen dem benachbarten Inverness East, Nairn and Lochaber zugeordnet. Bei Zensuserhebung 2001 lebten insgesamt 71.966 Personen innerhalb seiner Grenzen. Die Gebiete sind in den Wahlkreisen Skye, Lochaber and Badenoch, Caithness, Sutherland and Ross und Inverness and Nairn aufgegangen. Es wurde ein Abgeordneter entsandt.

## Wahlergebnisse

### Parlamentswahl 1999
| Ergebnisse der Parlamentswahl 1999 | Ergebnisse der Parlamentswahl 1999 | Ergebnisse der Parlamentswahl 1999 | Ergebnisse der Parlamentswahl 1999 |
| Partei                             | Kandidat                           | Stimmen                            | %                                  |
| ---------------------------------- | ---------------------------------- | ---------------------------------- | ---------------------------------- |
| Liberal Democrats                  | John Farquhar Munro                | 11.652                             | 32,9                               |
| Labour                             | Donnie Munro                       | 10.113                             | 28,6                               |
| SNP                                | Jim Mather                         | 7997                               | 22,6                               |
| Conservative                       | John Scott                         | 3351                               | 9,5                                |
| Parteilos                          | William Briggs                     | 2302                               | 6,5                                |

### Parlamentswahl 2003
| Ergebnisse der Parlamentswahl 2003 | Ergebnisse der Parlamentswahl 2003 | Ergebnisse der Parlamentswahl 2003 | Ergebnisse der Parlamentswahl 2003 | Ergebnisse der Parlamentswahl 2003 |
| Partei                             | Kandidat                           | Stimmen                            | %                                  | ±                                  |
| ---------------------------------- | ---------------------------------- | ---------------------------------- | ---------------------------------- | ---------------------------------- |
| Liberal Democrats                  | John Farquhar Munro                | 12.495                             | 43,1                               | +10,2                              |
| SNP                                | David Thompson                     | 5647                               | 19,5                               | −3,1                               |
| Labour                             | Maureen Macmillan                  | 5464                               | 18,9                               | −9,7                               |
| Conservative                       | Jamie McGrigor                     | 3772                               | 13,0                               | +3,5                               |
| Scottish Socialist                 | Anne MacLeod                       | 1593                               | 5,5                                | +5,5                               |
| Wahlbeteiligung: 28.971 (51,94 %)  |                                    |                                    |                                    |                                    |

### Parlamentswahl 2007
| Ergebnisse der Parlamentswahl 2007 | Ergebnisse der Parlamentswahl 2007 | Ergebnisse der Parlamentswahl 2007 | Ergebnisse der Parlamentswahl 2007 | Ergebnisse der Parlamentswahl 2007 |
| Partei                             | Kandidat                           | Stimmen                            | %                                  | ±                                  |
| ---------------------------------- | ---------------------------------- | ---------------------------------- | ---------------------------------- | ---------------------------------- |
| Liberal Democrats                  | John Farquhar Munro                | 13.501                             | 42,6                               | −0,5                               |
| SNP                                | David Thompson                     | 10.015                             | 31,6                               | +12,1                              |
| Labour                             | Maureen Macmillan                  | 4789                               | 15,1                               | −3,8                               |
| Conservative                       | John Hodgson                       | 3122                               | 9,8                                | −3,2                               |
| Scottish Enterprise                | Ian Brodie of Falsyde              | 292                                | 0,9                                | +0,9                               |
| Wahlbeteiligung: 31.719 (53,55 %)  |                                    |                                    |                                    |                                    |